# Tir
Tir (grčki: Τύρος, Týros) je grčki naziv za fenički grad Ṣur (fenički: ; hebrejski:  צוֹר‎‎, Tzor; latinski: Tyrus), danas Sur (arapski: صور, Ṣūr), grad i morska luka u Libanonu (pokrajina Donji Libanon), oko 80 km južno od Bejruta.
Tir je bio, pored Sidona, jedan od najvećih trgovačkih gradova i luka antičke Fenicije. Osnovan je oko 2750. pr. Kr., tada na otoku, a danas na poluotoku. Danas je četvrti grad po veličini u Libanonu i jedna od najvećih luka u državi. Najvažnija grana gospodarstva je turizam je grad obiluje dobro sačuvanim arheološkim lokalitetima, poput rimskog hipodroma, koji su upisani na UNESCO-ov popis mjesta svjetske baštine u Aziji i Oceaniji još 1984. godine.

## Povijest
Prema mitologiji, Tir je rodno mjesto Europe i Didone, kraljice Kartage. Izvorno, u 3. tisućljeću pr. Kr., se sastojao od dva dijela, Stari grad na otoku i naselje Ušu na obali. Zapravo ime grada na feničkom znači "stijena" jer je Tir izgrađen na stjenovitom otoku nadomak obale. U egipatskom arhivu iz Amarne (na glinenim pločicama klinastim pismom), postoje i pisma upravitelja Tira, Abi-Mikua, koji je pisao faraonu Aknatonu 1350. pr. Kr. U pismima spominje drvo (koje se izvozilo u Egipat) i probleme otočkog grada s vodom i nadirućim plemenima tzv. Habirua (skupni naziv za Kanaanska nomadska plemena). Prema Herodu Tir je bio snažna luka 1300. godine, u vrijeme kada, prema Filonu iz Biblosa koji citira mitskog feničkog povjesničara Sahuniatona, gradom vlada kralj Abibal.
Stari grad je imao dvije luke, jednu na sjeveru otoka (koja i drugu južnoj strani, te je upravo zbog snažne luke, oko 1200. pr. Kr., Tir postao baza otkuda se Feničani počinju širiti na cijelo područje Sredozemlja. Feničani iz Tira su osnivali kolonije na otocima Egejskog mora, Grčkoj, sjevernom obalom Afrike, na Siciliji, Korzici, među Tartešanima na Iberskom poluotoku, pa čak i Cadizu iza Heraklovih stupova.
Za vrijeme kralja Hirama I. Tir je sklopio savez s Izraelom pod kraljem Davidom, oko 1000. pr. Kr. Oko 900. pr. Kr. Tir ovladava gradom Sidonom i osniva koloniju Kartagu, ali ga u isto vrijeme osvaja asirski kralj Asurbanipal. Babilonski kralj Nabukodonozor II. ga zauzima 573. godine pr. Kr., poslije 13 godina opsade. Polovinom 6. stoljeća pr. Kr. osvajaju ga ahemenidski Perzijanci, a 332. pr. Kr. Aleksandar Veliki ga osvaja poslije 7 mjeseci opsade, pri čemu je bio primoran napraviti zemljani prolaz od obale do otoka i od tada je Tir na poluotoku. Ubrzo nakon toga ponovno pripada Perzijancima, ovaj put Seleukidima, ali Tir uspijeva ostvariti samostalnost 126. pr. Kr.
Od 64. pr. Kr. Rimljani ovladaju Tirom i njegove obale je, prema Mateju 15:21 i Marku 7:24) posjetio i sam Isus sa svojim apostolima. Nakon smrti sv. Stjepana tu je zasnovana kršćanska zajednica koju je prilikom svog trećeg putovanja posjetio i Sveti Pavao.
God. 628. godine Arapi ga osvajaju i pljačkaju, a nakon neuspješne opsade 1111. godine, od 1124. do 1291. godine je u posjedu križara i postaje sjedište biskupije,a najpoznatiji biskup je bio povjesničar Vilim Tirski. God. 1291. Mameluci osvajaju Tir, i do 1920. godine je u sastavu Osmanskog Carstva.
Grad je ozbiljno oštećen koncem 1978. godine tijekom Operacije Litani, koju su poduzele Izraelske snage protiv PLO-a, ali i tijekom Libanonskog rata 1982. Što se ponovilo u Izraelsko-libanonskom ratu 2006. godine kada su Izraelski komandosi napali raketne položaje Hezbolaha.
Danas je Tir većinski šijitski s malenom kršćanskom zajednicom i više od 60,000 palestinskih izbjeglica koji su suniti. Stranke Amal i Hezbolah imaju najviše predstavnika iz Tira u Libanonskom parlamentu od 2009. godine.
- Južna morska obala Tira
- Rimska agora u Al Mini
- Rimski hipodrom
- Slavoluk Al-Bass
- Uska ulica u kršćanskoj četvrti

## Gradovi prijatelji
Tir ima ugovore o partnerstvu sa sljedećim gradovima:
- Alžir (grad), Alžir
- Málaga, Španjolska
- Orléans, Francuska
- Tunis (grad), Tunis